# Loxocera albiseta
Loxocera albiseta är en tvåvingeart som först beskrevs av Franz Paula von Schrank 1803.  Loxocera albiseta ingår i släktet Loxocera och familjen rotflugor. Arten är reproducerande i Sverige. Inga underarter finns listade i Catalogue of Life.